# Foday Kallay
Foday Kallay, född 1975 eller 1976, är en före detta gerillaledare från Sierra Leone. Han var ledare för gerillagruppen West Side Boys 1998-2000 och aktiv under inbördeskriget i Sierra Leone. Före 1998 var han korpral i den sierraleonska armén och som gerillaledare kallade han sig brigadgeneral. 
Mest känd för att ha tagit elva brittiska soldater som gisslan den 25 augusti 2000, ett gisslandrama som pågick till den 10 september samma år då brittiska styrkor fritog dem i den så kallade Operation Barras. Under fritagningen överrumplades West Side Boys av de brittiska soldaterna och gav snart upp. Det gör Kallay till en av få ledare under inbördeskriget som gav upp utan strid. I samband med detta tillfångatogs han. Han ställdes senare inför rätta och dömdes till 50 års fängelse för bland annat kidnappning och brott mot mänskligheten. Han sitter idag 2015 i fängelse.